# Mario Puchoz
Mario Puchoz, né le 15 janvier 1918 à Courmayeur et mort sur le K2 le 21 juin 1954, est un alpiniste et guide de haute montagne italien, originaire de la Vallée d'Aoste.

## Biographie
Mario Puchoz, né le 15 janvier 1918, à Courmayeur, au pied du mont Blanc, est issu d'une famille de paysans. Sa passion pour la montagne l'amène à devenir guide de haute montagne.
Pendant la Seconde Guerre mondiale, il est enrôlé dans le bataillon des skieurs-parachutistes « Mont-Cervin » du corps d'armée alpin et prend part à la campagne de Russie.
Après la guerre, il continue son activité de guide et d'alpiniste.
En 1951, Mario Puchoz fait partie des 11 grimpeurs sélectionnés pour participer à l'expédition nationale italienne, menée par Ardito Desio dont l'objectif est la conquête du K2, deuxième sommet en monde en altitude. Desio les envoie dans un premier temps s’entraîner et tester le matériel dans les Alpes. Au Pakistan, l’expédition ne compte pas moins de 13 tonnes de matériel et 700 porteurs. Puchoz participe aux opérations de transfert des matériaux pour la construction des camps d'altitude.
Le 18 juin 1954, il a un malaise lorsqu'il travaillait au camp II (à 6 000 mètres environ), mais il insiste pour rester.
Le 20 juin, son état s'aggrave et, malgré les efforts du docteur Guido Pagani, médecin de l'équipe, meurt dans la nuit du 20 au 21 juin. Pagani a diagnostiqué une pneumonie foudroyante. Grâce au progrès de la médecine, il s'avère désormais qu'il s'agissait d'un œdème aigu du poumon dû à l'altitude.
Jusqu'au 26 juillet, ses compagnons n'ont pu rejoindre le camp II. À cause du mauvais temps,  le corps de Mario Puchoz est transporté au camp de base et inhumé près de celui d'Arthur Gilkey.

## Reconnaissances
La ville d'Aoste a baptisé son stade de football au nom de Mario Puchoz.
Une rue à Courmayeur porte son nom.
Un refuge de montagne sur l'Etna se dénomme Rifugio Puchoz (1 815 m).